# Rębówko
Rębówko (nazwa oboczna Rąbówka) –  śródleśne jezioro lobeliowe północnego krańca Pojezierza Kaszubskiego położone w Polsce w województwie pomorskim, w powiecie wejherowskim, na pograniczu gmin Wejherowo i Szemud na obszarze leśnym Trójmiejskiego Parku Krajobrazowego. W 2022 roku jezioro zostało włączone do siedliskowego obszaru Natura 2000 Pełcznica PLH220020. W jego pobliżu wytyczony jest turystyczny  Szlak Wejherowski.